# درگیری در ایالت راخین (۲۰۱۶–اکنون)

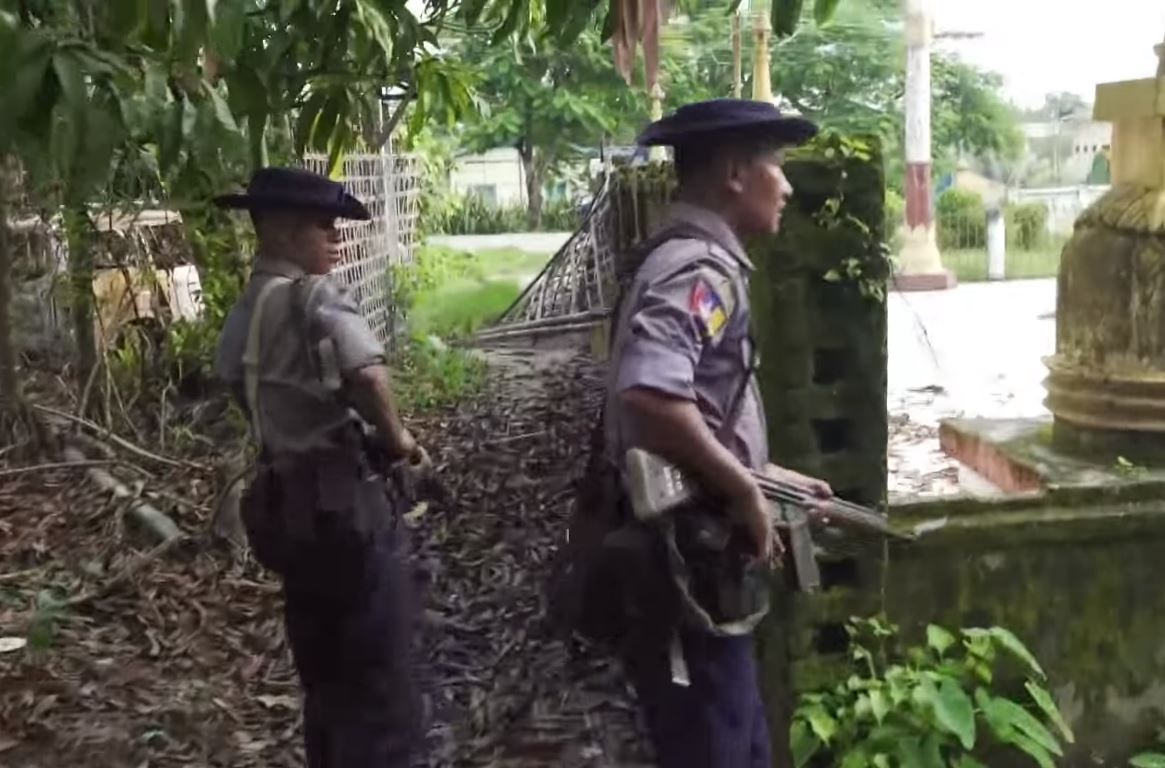
اعضای نیروی پلیس میانمار در حال گشت‌زنی در مائونگداو در سپتامبر ۲۰۱۷.

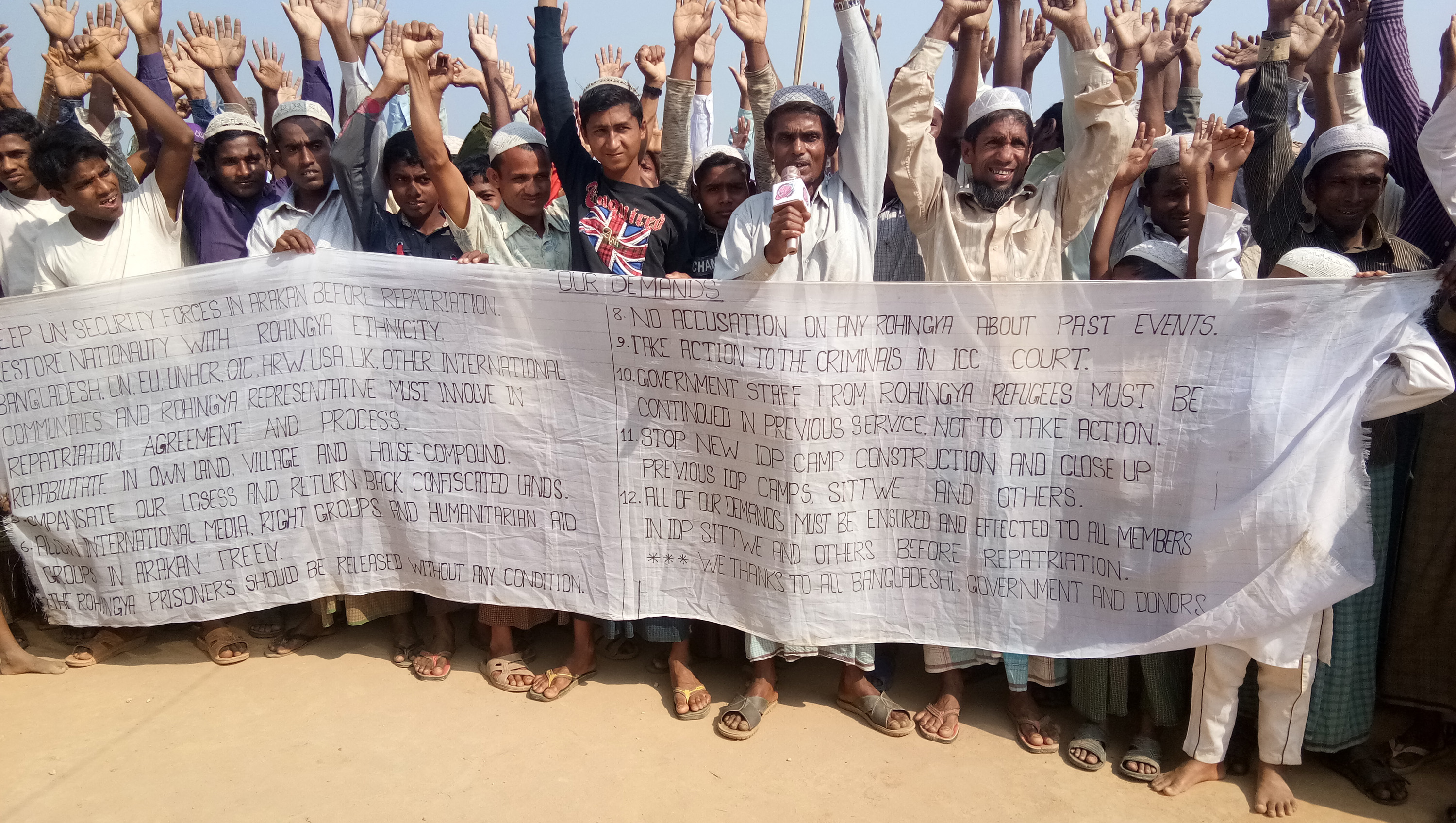
آوارگان روهینگیا در بازار کاکس، بنگلادش، در اعتراض به آنچه که به نظر آنها بازگشت خطرناک به کشور میانمار است، اعتراض کردند.

درگیری‌های خشونت‌آمیز از اکتبر ۲۰۱۶ در بخش شمالی ایالت راخین میانمار ادامه دارد. حمله شورشیان توسط ارتش آزادیبخش روهینگیای آراکان (ARSA) سبب خشونت‌های فرقه‌ای توسط ارتش میانمار و جمعیت بودایی محلی علیه غیرنظامیان عمدتاً مسلمان روهینگیا شده است. این درگیری اعتراض بین‌المللی را برانگیخت و کمیساریای عالی حقوق بشر سازمان ملل آن را یک پاکسازی قومی توصیف کرد. در اوت ۲۰۱۷، وضعیت بدتر شد و صدها هزار پناهجو از میانمار به بنگلادش گریختند و برآورد می‌شود که ۵۰۰۰۰۰ پناهجو تا ۲۷ سپتامبر ۲۰۱۷ وارد این کشور شده‌اند. در ژانویه ۲۰۱۹، شورشیان ارتش آراکان به پست‌های پلیس مرزی در شهر بوتیداونگ یورش بردند، و با پیوستن به درگیری، عملیات نظامی خود را در شمال ایالت راخین علیه ارتش برمه آغاز کردند.
ابوالحسن محمود علی، وزیر امور خارجه بنگلادش، در ۲ اکتبر ۲۰۱۷ با مقامات میانمار دیدار کرد و پس از دیدار آنها اظهار داشت که هر دو کشور بر سر «گروه کاری مشترک» برای بازگرداندن آوارگان روهینگیا که به بنگلادش گریخته‌اند به توافق رسیده‌اند.